# Caramelles (ourse)
Caramelles est une ourse née en 1997 dans les Pyrénées, fille de Pyros et de Mellba.

## Biographie

### Naissance, parents et fratrie
Mellba est une ourse pleine âgée de cinq ans et pesant 98 kg lorsqu'elle est capturée dans la réserve de chasse de Medved, en Slovénie, le 5 juin 1996 à 5 h 56 du matin. Elle est examinée, équipée d'un collier permettant sa géolocalisation puis relâchée le lendemain matin à Melles (Haute-Garonne), 18 jours après l'autre femelle Ziva et 11 mois avant le mâle Pyros, capturés puis relâchés dans les mêmes conditions et les mêmes lieux.
Mellba donne naissance à 3 oursons durant l'hiver 1996-1997. L'un d'eux, nommé Medved, meurt au début du mois de juillet 1997. Les deux autres sont  Caramelles et un mâle nommé Boutxy.
Ces deux oursons survivants tiennent leurs noms de communes de la région participant à la réintroduction des ours : Melles et Boutx, toutes les deux en Haute-Garonne. Par ailleurs, Caramelles peut faire penser en français au caramel. En Catalogne, les caramelles (pluriel de caramella) sont des sucreries que l'on offre en cadeau ou des chansons populaires chantées à Pâques. Quant à Medved, son nom signifie littéralement « mangeur de miel » en slovène, c'est-à-dire « ours ».
Le matin du 27 septembre 1997, à Bezins-Garraux (Haute-Garonne), un chasseur est à l'affût au sanglier, caché sous un sapin en contrebas d'une ligne de crête. Mellba, accompagnée de ses deux oursons, n'a sans doute pas détecté l'humain à cause de la configuration du terrain et passe à proximité du chasseur. Surprise, elle charge le chasseur une première fois puis s'arrête à cinq ou six mètres de lui. Les oursons s'éloignent alors. Mellba effectue une nouvelle charge, beaucoup plus proche, et le chasseur, en légitime défense, tire sur Mellba et la tue alors qu'elle n'est plus qu'à trois mètres de lui.
Boutxy devient un « ours à problème » en 2009 avant de disparaître dans des circonstances inconnues.

### Une vie dans les Pyrénées
Caramelles est identifiée une fois sur les flancs orientaux du mont Valier en 2009. Elle est photographiée avec ses deux oursons de l'année en 2010 en Catalogne puis à nouveau seule en 2011, année où 19 analyses génétiques de crottes ou poils permettent de la repérer à Seix et Couflens. Les scientifiques chargés du suivi des ours la qualifient de taille « moyenne » et « sans particularité » permettant de l'identifier visuellement. En 2012, ses traces sont retrouvées à Couflens et Alt Àneu (Catalogne). Cette année-là, elle donne également naissance à deux oursons et est photographiée avec eux. Elle mesure 86 cm au garrot pour 2,41 m de longueur totale avec une patte avant de 1,04 m de long.
Lors de l'année 2020, Caramelles n'est détectée qu'en France, sur les communes de Seix et Couflens (Ariège), par huit fois, grâce à l'analyse génétique (poils, crottes) sans observation directe.
En 2021, Caramelles est plusieurs fois observée suitée, c'est-à-dire accompagnée d'oursons, à Seix, et Couflens (France) et dans le Pallars et le val d'Aran (Espagne). Cette année-là, elle donne naissance à un ourson et une oursonne dont le père est Flocon. Les observations de Caramelles et de ses deux oursons sont quasi-quotidiennes du 15 mai au 10 juin sur la commune de Seix, puis plus espacées de part et d'autre de la frontière. Les trois ours sont notamment photographiés le 31 mai à Seix et le 23 juillet à Couflens.

### Mort
Le 20 novembre 2021, Caramelles est tuée par un chasseur dans des circonstances rappelant la mort de Mellba. Lors d'une battue au sanglier dans la vallée d'Estours, à Seix (Ariège), plusieurs chasseurs s'éloignent du groupe et se retrouvent dans la réserve du mont Valier, où la chasse est interdite. Vers 15 h 30, un chasseur âgé de 78 ans se retrouve entre Caramelles et ses deux petits. Celle-ci, probablement apeurée par la battue, aurait chargé l'homme, qui tire deux fois. L'ourse est d'abord touchée à l'épaule puis tuée d'une balle qui lui traverse le cœur. Le chasseur, grièvement blessé, est mordu aux deux jambes, dont l'une est fracturée. Le parquet le poursuit, « pour destruction d'une espèce protégée et pour chasse illégale dans une réserve de chasse et de faune sauvage ».
Les deux petits orphelins de Caramelles sont aperçus vivants pendant l'hiver suivant. Ils ont, selon l'équipe de suivi des ours, début 2022, « de bonnes chances de survie », observés encore vivants par des chasseurs le 15 janvier 2022.
Les chasseurs qui ont participé à la battue conduisant à la mort de Caramelles sont jugés en mars 2025 à Foix. L'auteur du tir mortel est condamné à quatre mois de prison, et fait appel de la décision début mai.

## Généalogie
Pour son ascendance, seuls les parents de Caramelles, Mellba et Pyros, sont connus, car ces derniers sont nés en Slovénie où le suivi généalogique des ours n'est pas individuel.
Caramelles a donné une importante descendance. Comme pour la plupart des ours pyrénéens de son époque, le père, grand-père et ancêtre mâle de ces ours est Pyros, le père de Caramelles. D'autres géniteurs apparaissent à partir de 2017 et la mort supposée de Pyros.
Caramelles participe au repeuplement oursin des Pyrénées, ayant donné naissance à 20 oursons. En 2021 ou avant, ses filles lui ont donné 22 petits-enfants et ses petites-filles ont mis bas 10 petits. Caramellita a eu à elle seule 14 petits, auxquels il faut ajouter 4 pour Plume et 4 pour Isil.
| Nom         | Sexe | Naissance | Mort  | Père   |
| ----------- | ---- | --------- | ----- | ------ |
| Ourson      | ?    | 2001      | ? oui | Pyros  |
| S1Slo4      | F    | 2002      | ? oui | Pyros  |
| Caramellita | F    | 2002      | non   | Pyros  |
| Ourson      | M    | 2004      | ? oui | Pyros  |
| S4Slo1      | M    | 2004      | ? oui | Pyros  |
| Bonabé      | M    | 2006      | non   | Pyros  |
| Pelut       | M    | 2010      | non   | Pyros  |
| Plume       | F    | 2010      | non   | Pyros  |
| Alos        | ?    | 2012      | ? oui | Pyros  |
| Isil        | F    | 2012      | non   | Pyros  |
| Boet        | M    | 2014      | non   | Pyros  |
| Esmolet     | M    | 2014      | non   | Pyros  |
| S29Slo3     | F    | 2016      | ? oui | Pyros  |
| S29Slo8     | M    | 2016      | ? oui | Pyros  |
| New18-11    | F    | 2017      | non   | Pépite |
| New18-13    | F    | 2017      | non   | Pépite |
| New19-03    | M    | 2019      | non   | Flocon |
| New19-04    | F    | 2019      | non   | Flocon |
| New21-09    | M    | 2021      | non   | Flocon |
| New21-09    | F    | 2021      | non   | Flocon |